# 駒形和男
駒形和男（日语：／；1928年12月15日—2022年9月9日）是日本的微生物學家，為東京大學教授，因對微生物分類學的貢獻而獲頒2014年度的日本學士院愛丁堡公爵獎，2016年獲瑞寶中綬章，去世時獲贈從四位。

## 生平
駒形和男於1928年出生於日本新潟縣南魚沼郡浦佐村（今南魚沼市），1948年畢業於盛岡高等農林学校（今岩手大學農學院）。後來他在東京大學展開假單胞菌與放線菌等細菌的分類研究工作，又一度任職於味之素株式會社，在該公司建立一微生物研究室。1960年駒形和男自東京大學獲農學博士學位，論文主題為假单胞菌属的細菌分類。
1968年，駒形和男至東京大學應用微生物學研究所擔任副教授，1978年升為教授。1981年他開始兼任理化學研究所新成立的日本微生物菌種中心所長。1989年駒形和男自東京大學退休，成為榮譽教授，並改至東京農業大學任職。

## 發表分類單元
駒形和男發表的細菌分類單元包括硫胺素芽孢桿菌屬（Aneurinibacillus）、短芽孢桿菌屬（Brevibacillus）、硝基还原假单胞菌（Pseudomonas nitroreducens）、棲稻假單胞菌（Pseudomonas oryzihabitans）與淺黃假單胞菌（Pseudomonas luteola）等，此外他還發表了擔子菌門的酵母菌木拉克酵母屬（Mrakia）。

## 紀念
駒形氏白色桿菌和駒形氏甲基桿菌的種小名，以及醋酸菌科的驹形杆菌属（Komagataeibacter）和新駒形桿菌屬（Neokomagataea）的學名均是得名自駒形和男。另外畢赤酵母所屬的駒形氏酵母屬（Komagataella）亦得名自駒形和男，為向他對酵母菌分類學的研究致敬。